# Jacqueline Badran
Jacqueline Badran (Sydney, 12 novembre 1961) è un'imprenditrice e politica svizzera con cittadinanza australiana del Partito Socialista (PS). Dal 2011 è membro del Consiglio nazionale per il Canton Zurigo.

## Biografia
Da maggio 2002 a novembre 2011 fece parte Gran Consiglio del Canton Zurigo. Candidatasi alle elezioni federali del 2011 venne eletta Consigliera nazionale per il Canton Zurigo risultando la diciottesima più votata nel cantone con 85 486 preferenze. Venne rieletta nelle tre elezioni federali successive: nel 2015 con 125 795 voti (tredicesima tra gli eletti), nel 2019 con 109 992 voti (undicesima tra gli eletti), e risultò la più votata in tutta la Svizzera alle elezioni del 2023 con 150 529 voti.
A ottobre 2020 è stata eletta vicepresidente del Partito Socialista Svizzero.